# سعد هجرس
سعد هجرس: كاتب وصحفي مصري، ولد في المنصورة، وهو مدير تحرير صحيفة العالم اليوم. وقد توفى يوم السبت 24 مايو 2014 في مستشفى المعادي العسكري بعد صراع طويل مع المرض قال انه كاتب خطاب عزل مرسي في 3 يوليو.

## مؤهلاته العلمية
حصل علي ليسانس الفلسفة من جامعة القاهرة، واستكمل بعدها الدراسات العليا بأطروحة عن الانثروبولوجيا السياسية. بدأ هجرس حياته الصحفية بجريدة الجمهورية المصرية، وقد ألف كتاباً في الفلسفة عن «مدرسة فرنكفورت». يعتبر هجرس من أبرز الكتاب المصريين اليساريين، له كتابات ودراسات متعددة منشورة في كثير من الصحف المصرية والعربية عن الشئون العربية والصراع العربي الإسرائيلي ومعضلات العالم الثالث وتحديات العولمة. ويحمل عضوية في كل من نقابة الصحفيين المصريين واتحاد الصحفيين الدولي والمجلس المصري للشئون الخارجية.

## وفاته
توفي يوم السبت 2014/5/24 عن عمر يناهز 68 عامًا، في مستشفى المعادي العسكري.